# ریلاینس زیرساخت
ریلاینس زیرساخت (به انگلیسی: Reliance Infrastructure) که پیش‌تر ریلاینس انرژی نام داشت؛ شرکت برق هندی است، که در زمینه تولید، انتقال و توزیع انرژی الکتریکی، اکتشاف و تولید گاز طبیعی فعالیت می‌نماید.
شرکت ریلاینس زیرساخت در سال ۲۰۰۲ تأسیس شد و در حال حاضر بزرگترین شرکت خصوصی در حوزه برق در کشور هند به‌شمار می‌آید. سکان رهبری این شرکت در دست آنیل آمبانی می‌باشد. شاخه‌ای از شرکت ریلاینس زیرساخت دارای تخصص در ساخت فرودگاه بوده و تاکنون ۵ فرودگاه در هند احداث کرده که شامل: فرودگاه ناندد، فرودگاه لاتور، فرودگاه باراماتی، فرودگاه عثمان‌آباد و فرودگاه یاواتمل می‌باشند.
دفتر مرکزی این شرکت در شهر بمبئی، هند قرار دارد و بخشی از سهام آن در بازارهای بورس اوراق بهادار بمبئی و بورس اوراق بهادار ملی هند معامله می‌شود.